# FK Sokol Saratov
FK Sokol-Saratov (ФК "Сокол-Саратов") je ruski nogometni klub iz grada Saratova. 
2001. i 2002. godine je igrao u RFPL-u, Trenutačno (2006.) klub igra u Vtorojem divizionu PFL-a  (po rangu odgovora 3. HNL).

## Povijest
Klub je osnovan kao Dinamo. Ovo je ime nosio do 1937. te u razdoblju od 1946. – 1953. godine. Ostala imena koja je klub nosio su Lokomotiv (1938. – 1945. i 1956. – 1960.), Energija (1954. – 1955.), Sokol (1961. – 1994. i 1998. – 2005.), i Sokol-PZD (1995. – 1997.).

## Poznati igrači
- Andrej Fedkov, napadač, ruski reprezentativac

## Klupski uspjesi
- Sovjetski kup: poluzavršnica 1966/67.
- Ruski kup: poluzavršnica 2000/01.

## Vanjske poveznice
- Službene stranice (na ruskom)
- Sokol Saratov na KLISF-u